# فردریک گیلبرت
فردریک گیلبرت (انگلیسی: Frédéric Guilbert؛ زادهٔ ۲۴ دسامبر ۱۹۹۴) بازیکن فوتبال اهل فرانسه است.
از باشگاه‌هایی که در آن بازی کرده‌است می‌توان به باشگاه فوتبال بوردو، باشگاه فوتبال کان، و باشگاه فوتبال بوردو اشاره کرد.
وی همچنین در تیم ملی فوتبال زیر ۲۱ سال فرانسه بازی کرده‌است.